# Robert Walthour Jr
Robert "Bob" Walthour Junior (Atlanta, 27 de septiembre de 1902 - Condado de Orange, 29 de febrero de 1980) fue un ciclista estatunidenc, profesional desde el 1922 hasta el 1937. Se especializó en el ciclismo en pista.
Era hijo del también ciclista Robert Walthour.

## Palmarés
- 1921
  - Campeón de los Estados Unidos en velocidad
- 1924
  - 1º en los Seis días de Chicago (con Harry Horan)
- 1925
  - 1º en los Seis días de Chicago 1 (con Reginald McNamara)
  - 1º en los Seis días de Chicago 2 (con Fred Spencer)
  - 1º en los Seis días de Nueva York (con Fred Spencer)
- 1926
  - 1r a los Seis días de Chicago (con Reginald McNamara)
- 1927
  - 1º en los Seis días de Chicago (con Franco Giorgetti)
- 1936
  - 1º en los Seis días de Ottawa (con Albert Heaton y Roy McDonald)
- 1937
  - 1º en los Seis días de Los Ángeles (con Oscar Juner)